# André Defoort
André Defoort, né le 22 juillet 1914 à Harelbeke et mort le 12 janvier 1972 à Beveren, est un coureur cycliste belge. Professionnel de 1935 à 1943, il a notamment remporté le championnat de Belgique sur route en 1941.

## Palmarès
- 1934
  - Tour des Flandres des indépendants
  - 2e de Paris-Dunkerque
  - 3e de Stadsprijs Geraardsbergen
- 1936
  - 1re étape du Tour du Nord
  - 3e de Wingene Koers
  - 3e du Grand Prix de la ville de Vilvorde
  - 2e du Grand Prix de la ville de Zottegem
- 1937
  - Paris-Valenciennes
  - Omloop van de Westkust
- 1938
  - Paris-Valenciennes
  - Tourcoing-Dunkerque-Tourcoing
  - 5e étape du Tour du Nord
- 1939
  - 2e de Anvers-Gand-Anvers
- 1941
  -  Champion de Belgique sur route
  - 1re étape du Circuit de Belgique
- 1942
  - Textielprijs
- 1943
  - Grand Prix Briek Schotte
  - Coupe Sels